# Az Egyesült Arab Emírségek vasúti közlekedése
Az Egyesült Arab Emírségek vasúti közlekedése az egyik legfiatalabb a világon. Csupán néhány éve kezdődött el a kötöttpályás hálózatok kiépítése, de a lemaradását az ország rohamtempóban próbálja behozni. Az ország első ilyen rendszere a dubaji metró volt, melyet a Pálma-sziget monorail vonala követett. Jelenleg még mindkettő csak részlegesen készült el és nyílt meg.
Építés alatt áll az Abu Dhabi Metro és az Al Sufouh villamos hálózata.
Jóval nagyobb léptékű az Etihad Rail terve, amely 1200 km-nyi vasútvonalat tervez építeni az országban. Az első 270 km-es szakasz csak a teherforgalom számára épül, együttműködve a Abu Dhabi National Oil Companyval. Várható megnyitása 2013.
A fiatal vasúttársaság első hét dízelmozdonya közül az első kettő 2013. április 10-én érkezett meg.